# Hun y po
Hún y pò  (respectivamente "alma nube" y "alma blanca") son dos tipos de almas en la filosofía China y la religión tradicional China. Dentro de ésta antigua tradición de dualismo de almas, cada ser humano vivo tiene tanto un alma Hún espiritual, etérea, Yang,  que abandona el cuerpo después de la muerte, y también un alma Pò corporal, sustancial, Yin, que permanece con el cadáver de los difuntos. Existe cierta controversia sobre el número de almas en una persona; por ejemplo, una de las tradiciones dentro del taoísmo propone una estructura del alma de 三魂七魄  Sān hún qī pò (pīnyīn); es decir, "tres hun y siete po ". El historiador Yü Ying-shih describe hún y pò como "dos conceptos fundamentales que han sido y siguen siendo la clave para comprender los puntos de vista chinos sobre el alma humana y el más allá". 

Guion de Sello chino para pò 魄 "alma"

Guion de Sello chino para hún 魂 "alma"